# شهرستان کراسنوکوتسکی
شهرستان کراسنوکوتسکی (به لاتین: Krasnokutsky District) یک شهرستان در روسیه است که در استان ساراتوف واقع شده‌است.